# Puerto Morazán
Puerto Morazán é um município da Nicarágua, situado no departamento de Chinandega. Tem 517 km² de área e sua população em 2020 foi estimada em 16.519 habitantes.